# Silicula
Silicula is een uitgestorven geslacht van tweekleppigen uit de  familie van de Siliculidae.

## Soorten
- Silicula alleni F. R. Bernard, 1989
- Silicula beringiana Kamenev, 2014
- Silicula filatovae Allen & Sanders, 1973
- Silicula fragilis Jeffreys, 1879
- Silicula mcalesteri Allen & Sanders, 1973
- Silicula okutanii Kamenev, 2014
- Silicula patagonica (Dall, 1908)
- Silicula rouchi Lamy, 1911